# Чемпіонат Європи з дзюдо 2019
Чемпіонат Європи з дзюдо 2019 року пройшов у Мінську з 22 по 25 червня 2019 року в рамках других Європейських ігор.

## Результати

### Чоловіки
| Вагова категорія | Золото                   | Срібло                      | Бронза                        |
| ---------------- | ------------------------ | --------------------------- | ----------------------------- |
| −60 кг           | Лукум Чхвіміані Грузія   | Франсіско Гаррігос Іспанія  | Аміран Папінашвілі Грузія     |
| −60 кг           | Лукум Чхвіміані Грузія   | Франсіско Гаррігос Іспанія  | Йорре Ферстретен Бельгія      |
| −66 кг           | Георгій Зантарая Україна | Маттео Медвес Італія        | Баграті Нініашвілі Грузія     |
| −66 кг           | Георгій Зантарая Україна | Маттео Медвес Італія        | Важа Маргвелашвілі Грузія     |
| −73 кг           | Томмі Масіас Швеція      | Рустамм Оруджев Азербайджан | Хідаят Гейдаров Азербайджан   |
| −73 кг           | Томмі Масіас Швеція      | Рустамм Оруджев Азербайджан | Георгіос Азоідіс Греція       |
| −81 кг           | Маттіас Кассе Бельгія    | Івайло Іванов Болгарія      | Лука Майсурадзе Грузія        |
| −81 кг           | Маттіас Кассе Бельгія    | Івайло Іванов Болгарія      | Аттіла Унгварі Угорщина       |
| −90 кг           | Мікаїл Озерлер Туреччина | Лі Кохман Ізраїль           | Маммадалі Мехдієв Азербайджан |
| −90 кг           | Мікаїл Озерлер Туреччина | Лі Кохман Ізраїль           | Хусейн Халмурзаєв Росія       |
| −100 кг          | Арман Адамян Росія       | Варлам Ліпартеліані Грузія  | Ельмар Гасимов Азербайджан    |
| −100 кг          | Арман Адамян Росія       | Варлам Ліпартеліані Грузія  | Сіріль Маре Франція           |
| +100 кг          | Гурам Тушішвілі Грузія   | Інал Тасоєв Росія           | Штефан Хегі Австрія           |
| +100 кг          | Гурам Тушішвілі Грузія   | Інал Тасоєв Росія           | Генк Грол Нідерланди          |

### Жінки
| Вагова категорія | Золото                    | Срібло                            | Бронза                        |
| ---------------- | ------------------------- | --------------------------------- | ----------------------------- |
| −48 кг           | Дар'я Білодід Україна     | Ірина Долгова Росія               | Хуліа Фігероа Іспанія         |
| −48 кг           | Дар'я Білодід Україна     | Ірина Долгова Росія               | Маруша Штангар Словенія       |
| −52 кг           | Майлінда Келменді Косово  | Наталія Кузютіна Росія            | Челсі Джилс Велика Британія   |
| −52 кг           | Майлінда Келменді Косово  | Наталія Кузютіна Росія            | Амандін Бушар Франція         |
| −57 кг           | Дар'я Межецька Росія      | Нора Г'якова Косово               | Паулін Штарке Німеччина       |
| −57 кг           | Дар'я Межецька Росія      | Нора Г'якова Косово               | Телма Монтейру Португалія     |
| −63 кг           | Кларісс Агбеньєну Франція | Еліс Шлезінгер Велика Британія    | Санне Вермер Нідерланди       |
| −63 кг           | Кларісс Агбеньєну Франція | Еліс Шлезінгер Велика Британія    | Марія Сентраччіо Італія       |
| −70 кг           | Марго Піно Франція        | Санне Ван Дейк Нідерланди         | Барбара Матич Хорватія        |
| −70 кг           | Марго Піно Франція        | Санне Ван Дейк Нідерланди         | Анна Бернгольм Швеція         |
| −78 кг           | Клара Апотекар Словенія   | Джусі Стенгуіс Нідерланди         | Лоріана Кука Косово           |
| −78 кг           | Клара Апотекар Словенія   | Джусі Стенгуіс Нідерланди         | Маделін Малонга Франція       |
| +78 кг           | Марина Слуцька Білорусь   | Лариса Церич Боснія і Герцеговина | Ірина Кіндзерська Азербайджан |
| +78 кг           | Марина Слуцька Білорусь   | Лариса Церич Боснія і Герцеговина | Ксенія Чибісова Росія         |

### Змішані команди
| Змагання        | Золото | Срібло | Бронза |
| --------------- | --- | --- | --- |
| Змішані команди | Росія Олександра Бабінцева Ксенія Чибісова Дар'я Давидова Хусейн Халмурзаєв Алан Хубенцов Анастасія Конкіна Дар'я Межецька Муса Могушков Альона Прокопенко Інал Тасоєв Денис Ярцев Казбек Занкішієв | Португалія Анрі Егутідзе Жорже Фернандес Жорже Фонсека Телма Монтейру Рошелес Нуньєс Джоана Рамос Тьяго Родрігес Патріція Сампайо Нуньо Сарайва Барбара Тімо | Франція Амандін Бушар Жилламе Кань Аксель Кларже Арельєн Д'єсс Марі-Ів Гайє Прісціла Гнето Кіліан Ле Блуш Маделін Малонга Сіріль Маре Ан Фатумата М'Байро Марго Піно         |
| Змішані команди | Росія Олександра Бабінцева Ксенія Чибісова Дар'я Давидова Хусейн Халмурзаєв Алан Хубенцов Анастасія Конкіна Дар'я Межецька Муса Могушков Альона Прокопенко Інал Тасоєв Денис Ярцев Казбек Занкішієв | Португалія Анрі Егутідзе Жорже Фернандес Жорже Фонсека Телма Монтейру Рошелес Нуньєс Джоана Рамос Тьяго Родрігес Патріція Сампайо Нуньо Сарайва Барбара Тімо | Австрія Даніель Аллерсторфер Шаміль Боршашвілі Марко Бубанья Сабіна Фільцмозер Бернадетте Граф Штефан Хегі Магдалена Крссакова Міхаела Поллерес Лукас Рейтер Катаріна Танзер |

### Медальний залік
*   Країна-господарка (  Білорусь)
| Місце               | Країна               | Золото | Срібло | Бронза | Загалом |
| ------------------- | -------------------- | ------ | ------ | ------ | ------- |
| 1                   | Росія                | 3      | 3      | 2      | 8       |
| 2                   | Грузія               | 2      | 1      | 4      | 7       |
| 3                   | Франція              | 2      | 0      | 4      | 6       |
| 4                   | Україна              | 2      | 0      | 0      | 2       |
| 5                   | Косово               | 1      | 1      | 1      | 3       |
| 6                   | Бельгія              | 1      | 0      | 1      | 2       |
| 6                   | Словенія             | 1      | 0      | 1      | 2       |
| 6                   | Швеція               | 1      | 0      | 1      | 2       |
| 9                   | Білорусь*            | 1      | 0      | 0      | 1       |
| 9                   | Туреччина            | 1      | 0      | 0      | 1       |
| 11                  | Нідерланди           | 0      | 2      | 2      | 4       |
| 12                  | Азербайджан          | 0      | 1      | 4      | 5       |
| 13                  | Велика Британія      | 0      | 1      | 1      | 2       |
| 13                  | Іспанія              | 0      | 1      | 1      | 2       |
| 13                  | Італія               | 0      | 1      | 1      | 2       |
| 13                  | Португалія           | 0      | 1      | 1      | 2       |
| 17                  | Боснія і Герцеговина | 0      | 1      | 0      | 1       |
| 17                  | Болгарія             | 0      | 1      | 0      | 1       |
| 17                  | Ізраїль              | 0      | 1      | 0      | 1       |
| 20                  | Австрія              | 0      | 0      | 2      | 2       |
| 21                  | Угорщина             | 0      | 0      | 1      | 1       |
| 21                  | Німеччина            | 0      | 0      | 1      | 1       |
| 21                  | Хорватія             | 0      | 0      | 1      | 1       |
| 21                  | Греція               | 0      | 0      | 1      | 1       |
| Загалом (24 збірні) | Загалом (24 збірні)  | 15     | 15     | 30     | 60      |

## Країни-учасниці
- Албанія (1)
- Андорра (1)
- Вірменія (1)
- Австрія (12)
- Азербайджан (15)
- Білорусь (15)
- Бельгія (12)
- Боснія і Герцеговина (4)
- Болгарія (5)
- Хорватія (5)
- Кіпр (2)
- Чехія (7)
- Данія (3)
- Естонія (5)
- Фінляндія (3)
- Франція (17)
- Грузія (10)
- Німеччина (18)
- Велика Британія (12)
- Греція (4)
- Угорщина (17)
- Ісландія (1)
- Ірландія (2)
- Ізраїль (10)
- Італія (17)
- Косово (4)
- Латвія (2)
- Ліхтенштейн (1)
- Литва (5)
- Люксембург (1)
- Мальта (1)
- Молдова (5)
- Монако (2)
- Чорногорія (4)
- Нідерланди (16)
- Північна Македонія (1)
- Норвегія (1)
- Польща (16)
- Португалія (18)
- Румунія (13)
- Росія (18)
- Сербія (11)
- Словаччина (5)
- Словенія (14)
- Іспанія (18)
- Швеція (5)
- Швейцарія (3)
- Туреччина (13)
- Україна (14)